# Rasera
Rasera är Imperiets första musikalbum. Albumet släpptes september 1983. Flera av låtarna var skrivna av Ebba Grön och tänkta till deras fjärde LP. När Ebba Grön splittrades 1983 fortsatte Imperiet med låtarna. Ursprungligt namnförslag på skivan var Krossa. Albumet finns på CD, LP och kassett. Första utgåvan av CD:n innehåller även Mini-LP:n Imperiet, andra utgåvan släpptes 1997 av MNW med ett annat omslag där Mini-LP:n anges som 6 extra spår. 

## Låtarna på albumet
Alla låtar är skrivna av Imperiet.
| Nr  | Titel                       | Längd | Notering |
| --- | --------------------------- | ----- | -------- |
| 1.  | Rasera                      | 3.39  |          |
| 2.  | Tusentals händer            | 4.12  |          |
| 3.  | Vita febern                 | 3.19  |          |
| 4.  | Sjung inte falskt           | 3.03  |          |
| 5.  | Silver, guld och misär      | 4.22  |          |
| 6.  | Kom ihåg (den fria världen) | 2.30  |          |
| 7.  | Guld och döda skogar        | 3.01  |          |
| 8.  | Blå från Berlin             | 4.17  |          |
| 9.  | Kontroll i Stockholm        | 3.49  |          |
| 10. | Höghus, låghus, dårhus      | 4.12  |          |

## Medverkande

### Imperiet
- Joakim "Pimme" Thåström - Sång, Gitarr
- Christian Falk - Bas, Sång
- Gunnar "Gurra" Ljungstedt - Trummor
- Stry Terrarie - Keyboards, Sång
- Per Hägglund - Saxofon, Sång, Clavinet
- Imperiet - Text och Musik, Producent, Omslag

### Övriga medverkande
- Stefan Glaumann - Piano, Orgel, Inspelning, Producent
- Per Johansson - Dubbel bas
- Sebastian Öberg - Cello
- Maria Blom, Raga De Gosh - Kör
- Wilfredo Stephenson - Congas
- Ermalm's Egenart - Omslag
- Istvan Z Gubas - Fotograf

## Listplaceringar
| Lista (1983) | Topplacering |
| ------------ | ------------ |
| Sverige      | 11           |